# Tom Navis
Thomas Haulog (Tom) Navis (Den Haag, 10 april 1913 – Natzweiler-Struthof, 22 februari 1944) was student Scheepsbouwkunde aan de Technische Hogeschool in Delft en verzetsstrijder tijdens de bezetting.

## Biografie
Tom was de zoon van huisarts Lourens Navis (1870-1940) en Johanna Theodora Navis-Hulsebos (1875-1957). Hij was op een na de jongste in een gezin met zes kinderen, en groeide op aan de Prinsegracht in Den Haag. In september 1932 ging Tom scheepsbouwkunde studeren aan de Technische Hogeschool in Delft.

### Verzet
In de meidagen van 1940 werkte hij op een wijkpost in Den Haag. In november 1941 werd een van zijn beste vrienden Boelo Koens opgepakt, die lid was van een verzetsgroep onder leiding van hoogleraar Mekel. Na de arrestatie van Boelo werd Tom actiever  in het verzet. Tot dusver spioneerde hij regelmatig in de Rotterdamse haven en speelde hij informatie door aan de verzetsgroep Van Hattem. Tom sloot zich aan bij groep Gruting – d'Aquin. Deze groep maakte onderdeel uit van de zogeheten Inlichtingendienst (ID). Zij hielden zich bezig met het verzamelen en verzenden van gegevens van militaire en politieke aard. Diplomaat Willem (Wim) d'Aquin woonde een tijd in huis bij Tom en zijn familie. Tom woonde toen nog met zijn moeder en zus Katie aan de Prinsegracht. d'Aquin getuigde na de oorlog: "Tom Navis deed – hoewel zeer zwak van gezondheid zijnde – al het mogelijke ons terzijde te staan en was tot elke opoffering bereid. Hij was gelovig en een uitstekende vaderlander."

### Vervolging
Anton van der Waals, V-Mann van de Sicherheitsdienst (SD), had uit een van de verhoren van opgepakte verzetsmensen de naam ‘Navis’ doorgekregen. Op advies van SS'er Joseph Schreieder belde hij naar het woonhuis van Tom. Zijn moeder verklaarde na de oorlog dat er gebeld werd door een onbekend persoon uit Rotterdam, maar dat Tom niet thuis was. De man in kwestie wilde zijn naam niet noemen en vertelde een vriend van Tom te zijn. Later belde Van der Waals nogmaals en maakte een afspraak met Tom bij een telefooncel op het Centraal Station van Rotterdam. Ze liepen elkaar mis. Tom wachtte samen met Willem d’Aquin in de stationshal terwijl Van der Waals voor het station wachtte. Een dag later belde Van der Waals opnieuw naar het huis aan de Prinsegracht. Volgens zijn moeder is Tom daarna naar Rotterdam gegaan, alwaar hij op het Hofplein Van der Waals ontmoette, met in het bijzijn van G.A.J. Huussen. Van der Waals bood Tom diverse technische instrumenten aan die hij nodig had.  Tom is daarna niet meer thuisgekomen.

### Arrestatie en gevangenschap
Op 24 mei 1942 rekende de SD met behulp van Van der Waals een groot deel van de verzetsgroep aan de Burgemeester Prinslaan 66 in Ede in. Tom Navis was hier niet aanwezig.
Navis zelf werd op 7 augustus "gearresteerd wegens spionage" en naar het Huis van Bewaring in Rotterdam gebracht. Hij werd daarna overgeplaatst naar het Oranjehotel in Scheveningen. Op 9 augustus 1942 schreef Tom zijn eerste brief vanuit gevangenschap aan zijn moeder. In november werd hij naar Kamp Haaren verplaatst. Hier verbleef hij tot 9 april 1943. Vanaf die tijd deelde Tom zijn cel met verzetsgroepsgenoot Huussen in de gevangenis aan de Gansstraat in Utrecht in afwachting van het proces dat eind mei plaatsvond. Han van Hattem, Werner van Doorninck en eenentwintig anderen werden ter dood veroordeeld, terwijl Tom, Gruting, d’Aquin, Huussen en 13 anderen voor de duur van de oorlog werden ingesloten (abgetrennt).
Via Haaren en Utrecht werd Navis op 16 oktober 1943 naar Kamp Amersfoort gebracht. Hier zou hij tien dagen verblijven alvorens op de trein gezet te worden. Deze trein met de zogeheten "Nacht und Nebel"-gevangenen bracht hem naar kamp Natzweiler-Struthof in de Elzas, Frankrijk, alwaar hij het kampnummer 05659 toebedeeld kreeg. Zijn laatste brief aan zijn familie dateert van 25 september. Navis overleed een paar maanden later, op 22 februari 1944.

## Postuum
Op 14 juni 1945 ontving de moeder van Tom het bericht dat hij overleden was. W.G. Pieters uit Apeldoorn – zelf net twee weken teruggekeerd uit Dachau – schreef dat Navis het in het kamp betrekkelijk goed gehad heeft en niet geslagen is. "Hij wist zich door zijn kennis productief te maken ... Tom heeft een rustig ziekbed gehad en is zacht ingeslapen ... Zijn lichaam was door een tekort aan voeding steeds zwakker geworden. Tom was een trouw en nauwgezet kameraad en was steeds tot hulp bereid ... Hij was een goed christen."

## Varia

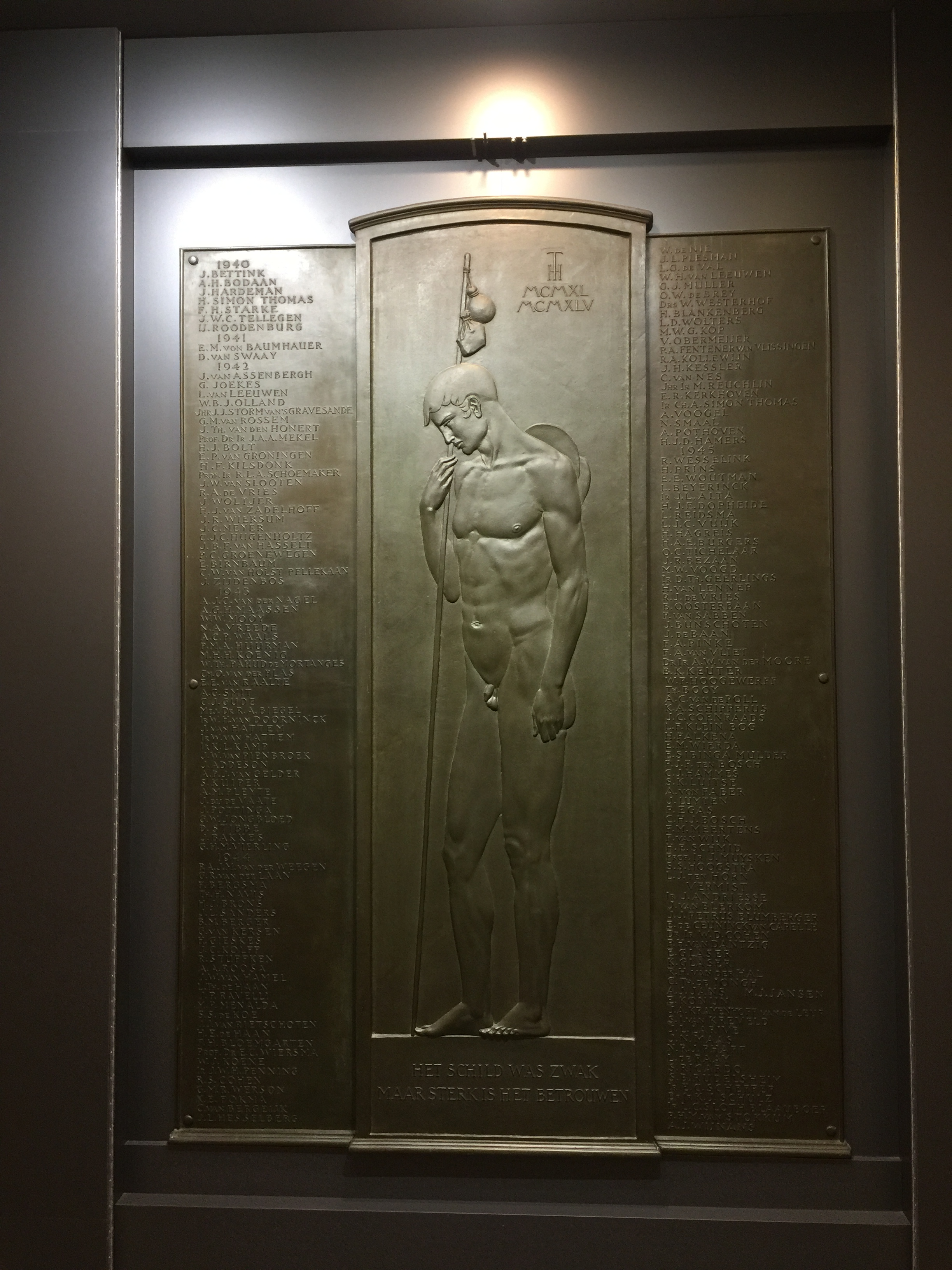
Th. H. Navis vermeld op de herdenkingsplaat in de Aula Congrescentrum van TU Delft.

- In de buurt Lanen van de Haagse wijk Leidschenveen werden omstreeks 2005 ongeveer vijfentwintig straten naar Haagse oorlogs- en verzetshelden genoemd, waarvan een naar Navis: de Tom Navislaan.[1][23]

- In de Aula Congrescentrum van de TU Delft bevindt zich een door Oswald Wenckebach ontworpen herdenkingsplaat ter nagedachtenis van in het verzet of als gevolg van andere oorlogshandelingen omgekomen Delftse studenten. Tussen deze namen, als vierde onder het jaartal 1944, staat Navis vermeld als Th.H.Navis.[24][25]

- Een koffer van Navis bevond zich na zijn dood bij zijn zus op zolder. De inhoud van deze koffer werd na het overlijden van de zus overgedragen aan Erfgoedcentrum Achterhoek en Liemers in Doetinchem. De koffer verhuisde aanvankelijk naar Herinneringscentrum Kamp Westerbork. Annemiek Lely, kleinkind van Navis' zus en auteur van Het koffertje van oom Tom, ontdekte echter dat Navis nooit in Westerbork geweest was en zorgde ervoor dat het koffertje uiteindelijk in de collectie van het Oranjehotel terechtkwam.[26]